# Святая Пуденциана
Святая Пуденциана — раннехристианская святая, жившая в Риме в I-II веках.
Предание называет её дочерью сенатора Пуда, ученика апостола Павла (он упоминает о Пуде в 2Тим. 4:21) и «друга апостолов», и сестрой святой Пракседы.
Сёстры Пракседа и Пуденциана устроили в имении своего отца на Эсквилинском холме баптистерий вместе с папой Пием I и начали крестить язычников. Здесь же они укрывали гонимых христиан и погребали тела мучеников. Пуденциана умерла юной — около 16 лет, возможно, сама приняла мученическую кончину. Пуденциана была погребена рядом с отцом (а затем и сестрой) в катакомбах Присциллы. В IX веке её мощи в числе тел 2 300 святых были перенесены папой Пасхалием I в церковь Санта-Прасседе.
С именем святой Пуденцианы связывается раннехристианская базилика Санта-Пуденциана на Эсквилинском холме. В мозаике апсиды этой базилики (V век), а также в мозаиках Санта-Прасседе (IX век) можно видеть изображение святой. Память святой Пуденцианы в римском календаре — 19 мая.
Испанский конкистадор Мигель Лопес де Легаспи, основатель современного города Манила, завладел этой территорией 19 мая 1571 года. Поскольку это был праздник Святой Пуденцианы (Потенцианы по-испански), Легаспи объявил её покровительницей будущей столицы Филиппин. 